# Себастьян Сорія
Андрес Себастьян Сорія Кінтана (ісп. Andrés Sebastián Soria Quintana / араб. أندرياس سيباستيان سوريا كونتانا; нар. 8 листопада 1983, Пайсанду, Уругвай) — катарський футболіст уругвайського походження, захисник «Катара» та національної збірної Катару. У 2008 році потрапив до шортлиста нагороди Футболіст року в Азії. Наразі йому належить рекорд із найшвидшого забитого м'яча в історії Ліги чемпіонів АФК за 9 секунд – рекорд, встановлений у 2013 році, коли він грав за «Лехвію».

## Клубна кар'єра

### Ранні роки
В юнацькі роки побував на безуспішному перегляді в уругвайському клубі «Дефенсор Спортінг» з Монтевідео.
Зрештою, Себастьян продовжив грати в нижчих лігах, і незабаром з'явився новий шанс. У 2001 році велогонщик, який спостерігав за грою Сорії в нижчій лізі та був вражений його талантами, звернув на нього увагу футбольного агента, якого він знав, і Сорію відправили до Монтевідео, щоб виступати за «Ліверпуль» (Монтевідео), де грав під керівництвом тренера Хуліо Рібаса. Спочатку Себастьяна відправили на нетривалий період часу до резервної команди, перш ніж повернутися до першої команди. Зрештою він довів свою цінність і в підсумку грав решту сезону 2003 року в першій команді.
У середині 2004 року Сорія отримав пропозицію від француза Брюно Метсю виступати за катарську «Аль-Гарафу». Йому довелося шукати Катар на карті, оскільки уругваєць не знав, де він розташований. Тим не менше, незважаючи на географічну невизначеність, він прийняв пропозицію. У 2004 році Себастьян прибув до Катару, а в 2006 році отримав місцеве громадянство.

### «Аль-Гарафа»
Сорія приєднався до «Аль-Гарафи» в 2004 році на запрошення Брюно Метсю. Таким чином, Себастьян вперше зіграв за межами Уругваю. У сезоні 2004/05 років допоміг «Аль-Гарафі» виграти Лігу зірок Катару.

### «Катар»
У 2005 році перейшов до «Катара» з переможця чемпіонату «Аль-Гарафи». У 2009 році разом з новим клубом виграв Кубок наслідного принца Катару. Він привернув до себе увагу з європейців, італійського клубу «Удінезе» та столичні іспанські колективи «Хетафе» та «Атлетіко» (Мадрид) намагалися підписати його. Однак у 2010 році вирішив продовжити контракт з «Катаром».

#### Матч «Мілан» - «Ас-Садд»
Коли «Мілан» відвідав Доху в березні 2009 року, у прощальному матчі за Джафала Рашеда Аль-Куварі, Сорія став запрошеним гравцем «Ас-Садд». «Вони запросили мене зіграти за «Аль-Садд», тому я, звичайно, погодився. Мені подобається грати проти сильних захисників», — сказав Сорія після протистояння із захисником «Мілана» Філіппом Сендеросом. Після заміни Сорію оточили місцеві вболівальники, який терпляче роздавав автографи приблизно 15 хвилин.

### «Лехвія»
Після переходу до чемпіона Катару «Лехвії» отримав можливість зіграти в Лізі чемпіонів АФК 2013 року. Відзначився 4-ма голами в перших чотирьох поєдинках групового етапу «Лехвії», у тому числі й 9 квітня 2013 року на 9-й секунді один із найшвидших голів у будь-якому азіатському турнірі, у ворота «Пахтакора». Вважалося, що це був найшвидший гол у провідному клубному континентальному азійському турнірі у форматі Ліги чемпіонів АФК.

### «Ер-Раян»
У 2015 році підписав 1-річний контракт з «Ер-Раяном».

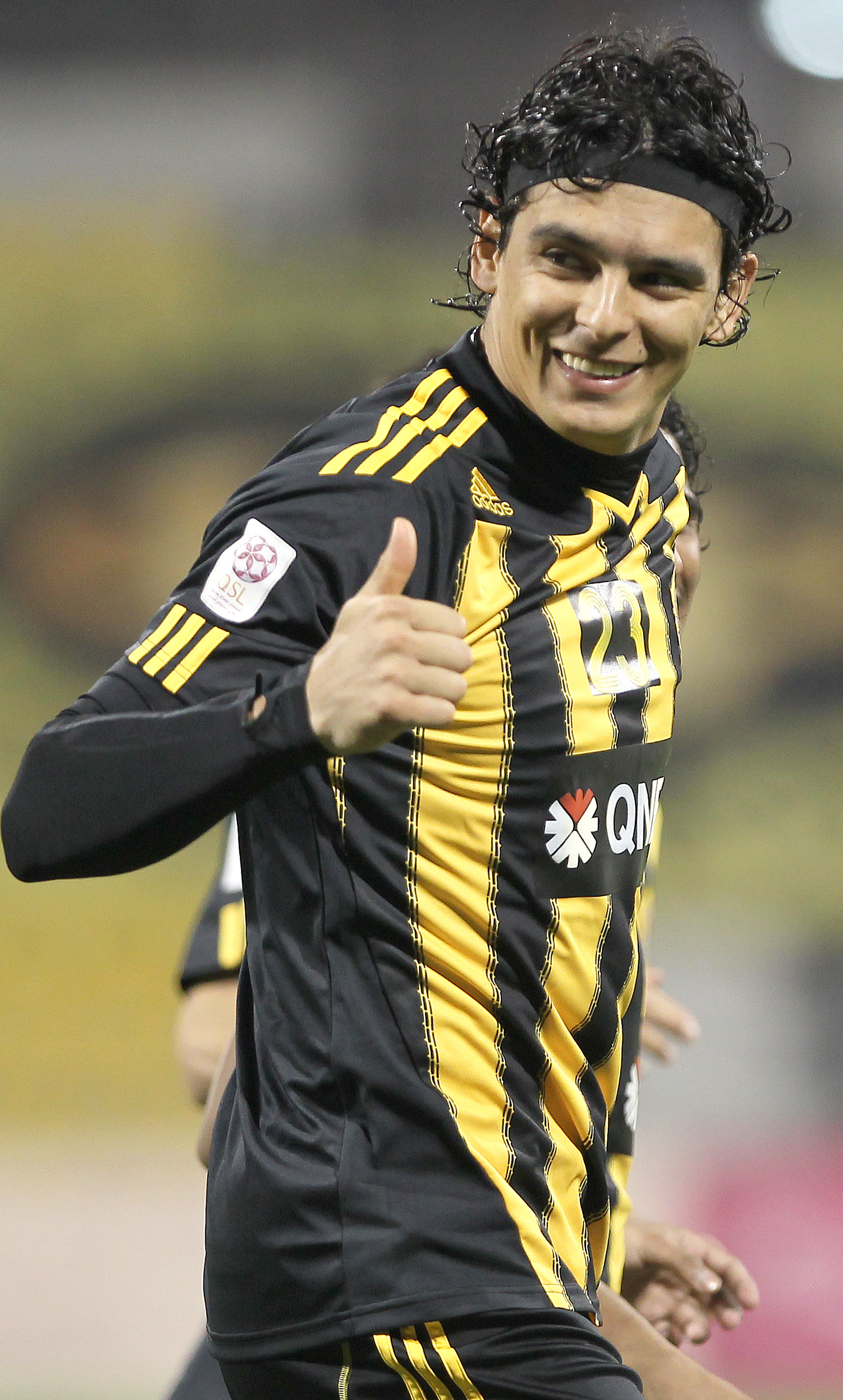
Себастьян Сорія у 2012 році

## Кар'єра в збірній

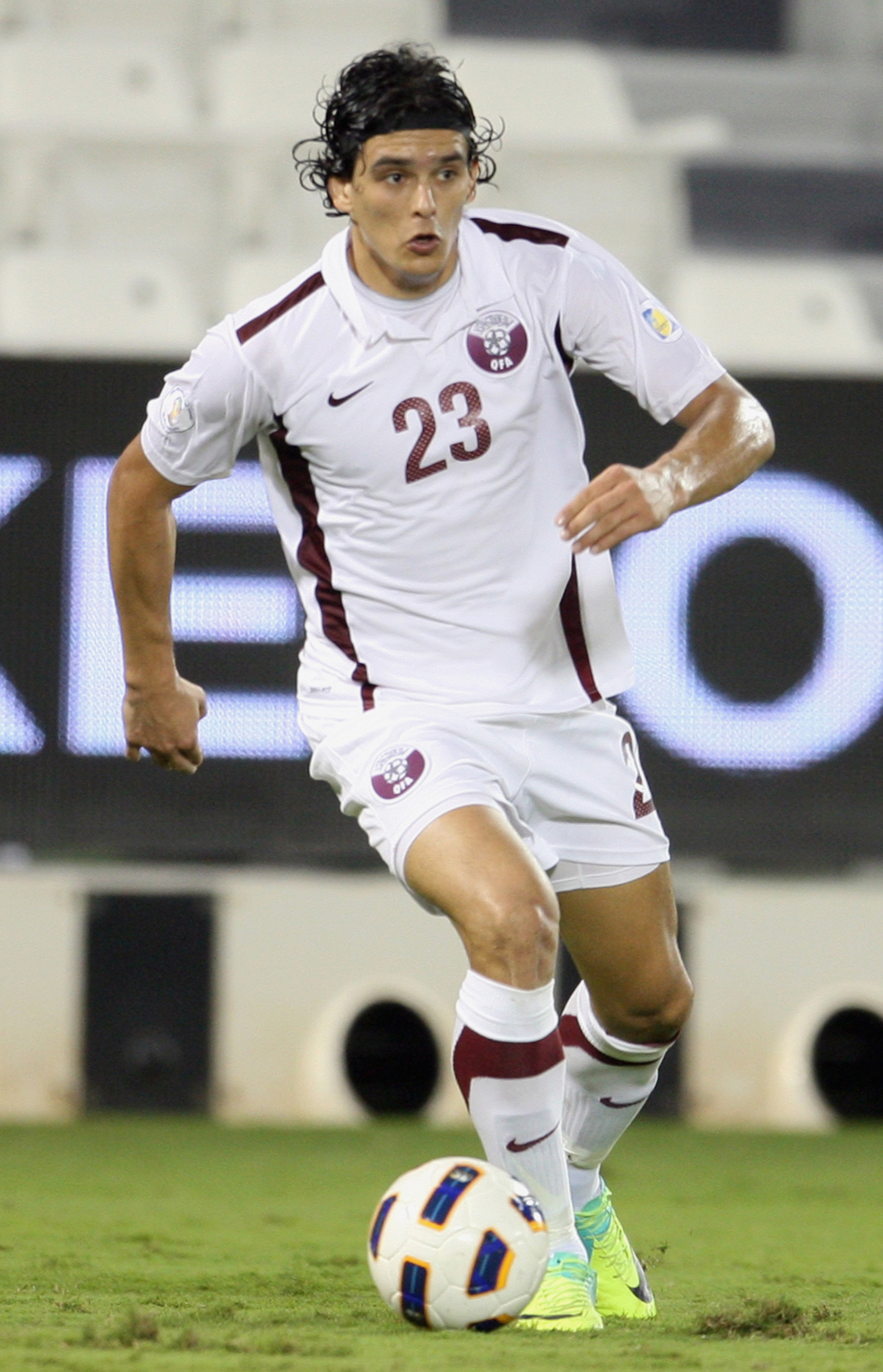
Себастьян Сорія третій бомбардир (39) і один із гравців з найбільшою кількістю зіграних матчів (123) за збірну Катару.

Сорія народився та виріс у Пайсанду, але на початку своєї футбольної кар’єри переїхав до Катару та став натуралізованим громадянином вище вказаної країни. У складі олімпійської збірної Катаруї виграв золоту медаль на Азійських іграх 2006 року. На офіційному веб-сайті «Катару» вказано, що він народився в 1984 році. Але на офіційному сайті КФА його справжня дата народження вказана як 1983 рік.
Сорія врятував збірну Катару, забивши на останніх 20 хвилинах, що допомогло зрівняти рахунок. Це сталося на матчах чемпіонату Азії, одна проти Японії, а потім проти В'єтнаму. Також відзначився голом у ворота Об'єднаних Арабських Еміратів. Єдиний гравець збірної Катару, який забив на Кубку Азії 2007 року (відзначився трьома голами).
Сорія відзначився голом у поєдинку проти майбутніх переможців Японії в чвертьфіналі Кубку Азії 2011, але господарі поступилися після останнього голу Інохи, який вивів Японію вперед і перемогла з рахунком 3:2. Однак Джамель Бельмаді його не включили до складу команди на Кубок Азії 2015 року.

## Статистика виступів

### Клубна
Станом на 25 October 2022
| Клуб                     | Сезон              | Ліга                     | Ліга  | Ліга | Кубок Еміра Катару | Кубок Еміра Катару | Ліга чемпіонів АФК та Ліга чемпіонів Перської затоки | Ліга чемпіонів АФК та Ліга чемпіонів Перської затоки | Інші  | Інші | Загалом | Загалом |
| Клуб                     | Сезон              | Дивізіон                 | Матчі | Голи | Матчі              | Голи               | Матчі                                                | Голи                                                 | Матчі | Голи | Матчі   | Голи    |
| ------------------------ | ------------------ | ------------------------ | ----- | ---- | ------------------ | ------------------ | ---------------------------------------------------- | ---------------------------------------------------- | ----- | ---- | ------- | ------- |
| «Ліверпуль» (Монтевідео) | 2002               | Прімера Дивізіон Уругваю | 8     | 3    |                    |                    |                                                      |                                                      |       |      |         |         |
| «Ліверпуль» (Монтевідео) | 2003               | Прімера Дивізіон Уругваю | 26    | 3    |                    |                    |                                                      |                                                      |       |      |         |         |
| «Ліверпуль» (Монтевідео) | 2004               | Прімера Дивізіон Уругваю | 16    | 5    |                    |                    |                                                      |                                                      |       |      |         |         |
| Загалом                  | Загалом            | Загалом                  | 50    | 11   |                    |                    |                                                      |                                                      |       |      |         |         |
| «Аль-Гарафа»             | 2004–05            | ЛЗК                      | 26    | 14   | 1                  | 0                  | 0                                                    | 0                                                    | 5     | 3    | 32      | 17      |
| «Катар»                  | 2005–06            | ЛЗК                      | 25    | 19   | 2                  | 1                  | 0                                                    | 0                                                    | 6     | 3    | 33      | 23      |
| «Катар»                  | 2006–07            | ЛЗК                      | 21    | 10   | 2                  | 3                  | 0                                                    | 0                                                    | 0     | 0    | 23      | 13      |
| «Катар»                  | 2007–08            | ЛЗК                      | 23    | 18   | 2                  | 1                  | 0                                                    | 0                                                    | 2     | 0    | 27      | 19      |
| «Катар»                  | 2008–09            | ЛЗК                      | 23    | 19   | 2                  | 1                  | 0                                                    | 0                                                    | 2     | 0    | 27      | 20      |
| «Катар»                  | 2009–10            | ЛЗК                      | 20    | 17   | 2                  | 1                  | 8                                                    | 3                                                    | 4     | 3    | 34      | 24      |
| «Катар»                  | 2010–11            | ЛЗК                      | 20    | 12   | 2                  | 2                  | 0                                                    | 0                                                    | 4     | 4    | 26      | 18      |
| «Катар»                  | 2011–12            | ЛЗК                      | 20    | 9    | 2                  | 2                  | 0                                                    | 0                                                    | 0     | 0    | 22      | 11      |
| Загалом                  | Загалом            | Загалом                  | 152   | 104  | 14                 | 11                 | 8                                                    | 3                                                    | 18    | 10   | 192     | 128     |
| «Ад-Духаїль»             | 2012–13            | ЛЗК                      | 22    | 19   | 1                  | 2                  | 7                                                    | 4                                                    | 2     | 0    | 32      | 25      |
| «Ад-Духаїль»             | 2013–14            | ЛЗК                      | 20    | 12   | 0                  | 0                  | 5                                                    | 2                                                    | 1     | 2    | 26      | 16      |
| «Ад-Духаїль»             | 2014–15            | ЛЗК                      | 22    | 11   | 1                  | 0                  | 7                                                    | 2                                                    | 3     | 2    | 33      | 15      |
| Загалом                  | Загалом            | Загалом                  | 64    | 42   | 2                  | 2                  | 19                                                   | 8                                                    | 6     | 4    | 91      | 56      |
| «Ер-Раян»                | 2015–16            | ЛЗК                      | 25    | 10   | 2                  | 1                  | 0                                                    | 0                                                    | 1     | 0    | 28      | 11      |
| «Ер-Раян»                | 2016–17            | ЛЗК                      | 22    | 6    | 3                  | 0                  | 6                                                    | 1                                                    | 2     | 0    | 33      | 7       |
| «Ер-Раян»                | 2017–18            | ЛЗК                      | 20    | 11   | 0                  | 0                  | 5                                                    | 1                                                    | 5     | 3    | 30      | 15      |
| «Ер-Раян»                | 2018–19            | ЛЗК                      | 20    | 6    | 2                  | 0                  | 6                                                    | 2                                                    | 5     | 5    | 33      | 13      |
| «Ер-Раян»                | 2019–20            | ЛЗК                      | 17    | 2    | 1                  | 0                  | 0                                                    | 0                                                    | 0     | 0    | 18      | 2       |
| Загалом                  | Загалом            | Загалом                  | 104   | 35   | 8                  | 1                  | 17                                                   | 4                                                    | 13    | 8    | 142     | 48      |
| «Аль-Арабі» (Доха)       | 2020–21            | ЛЗК                      | 19    | 2    | 3                  | 0                  | 0                                                    | 0                                                    | 5     | 2    | 27      | 4       |
| Загалом                  | Загалом            | Загалом                  | 19    | 2    | 3                  | 0                  | 0                                                    | 0                                                    | 5     | 2    | 27      | 4       |
| «Катар»                  | 2021–22            | ЛЗК                      | 18    | 8    | 2                  | 0                  | 0                                                    | 0                                                    | 3     | 3    | 23      | 11      |
| «Катар»                  | 2022–23            | ЛЗК                      | 6     | 2    | 0                  | 0                  | 0                                                    | 0                                                    | 3     | 2    | 9       | 4       |
| «Катар»                  | Загалом за «Катар» | Загалом за «Катар»       | 176   | 114  | 16                 | 11                 | 8                                                    | 3                                                    | 24    | 15   | 224     | 143     |
| Усього за кар'єру        | Усього за кар'єру  | Усього за кар'єру        | 452   | 218  | 30                 | 14                 | 44                                                   | 15                                                   | 53    | 32   | 566     | 279     |

### У збірній
| Дата       | Місто       | Господарі          | Результат | Гості             | Турнір                                     | Голи | Примітки |
| ---------- | ----------- | ------------------ | --------- | ----------------- | ------------------------------------------ | ---- | -------- |
| 15-11-2006 | Ташкент     | Узбекистан         | 2 – 3     | Катар             | Відбір до Кубка Азії 2007                  | -    |          |
| 13-1-2007  | Доха        | Катар              | 1 – 1     | Оман              | товариський матч                           | -    |          |
| 18-1-2007  | Абу-Дабі    | Катар              | 0 – 1     | Ірак              | Кубок націй Перської затоки з футболу 2007 | -    |          |
| 21-1-2007  | Абу-Дабі    | Саудівська Аравія  | 1 – 1     | Катар             | Кубок націй Перської затоки з футболу 2007 | -    |          |
| 24-1-2007  | Абу-Дабі    | Катар              | 1 – 2     | Бахрейн           | Кубок націй Перської затоки з футболу 2007 | -    |          |
| 24-3-2007  | Доха        | Катар              | 0 – 1     | Іран              | товариський матч                           | -    |          |
| 25-6-2007  | Доха        | Катар              | 1 – 0     | Туркменістан      | товариський матч                           | -    |          |
| 2-7-2007   | Бангкок     | Таїланд            | 2 – 0     | Катар             | товариський матч                           | -    |          |
| 9-7-2007   | Ханой       | Японія             | 1 – 1     | Катар             | Кубок Азії 2007 - 1-й раунд                | 1    |          |
| 12-7-2007  | Ханой       | Катар              | 1 – 1     | В'єтнам           | Кубок Азії 2007 - 1-й раунд                | 1    |          |
| 16-7-2007  | Хошимін     | Катар              | 1 – 2     | ОАЕ               | Кубок Азії 2007 - 1-й раунд                | 1    | 33'      |
| 7-9-2007   | Доха        | Катар              | 1 – 1     | Оман              | товариський матч                           | -    |          |
| 16-10-2007 | Доха        | Катар              | 3 – 2     | Ірак              | товариський матч                           | 1    | 80'      |
| 21-10-2007 | Коломбо     | Шрі-Ланка          | 0 – 1     | Катар             | Відбір до ЧС 2010                          | 1    | 60'      |
| 28-10-2007 | Доха        | Катар              | 5 – 0     | Шрі-Ланка         | Відбір до ЧС 2010                          | 2    | 34'      |
| 16-11-2007 | Доха        | Катар              | 1 – 2     | Грузія            | товариський матч                           | -    |          |
| 21-11-2007 | Доха        | Катар              | 1 – 6     | Кот-д'Івуар       | товариський матч                           | -    |          |
| 4-3-2008   | Доха        | Катар              | 1 – 2     | Бахрейн           | товариський матч                           | 1    |          |
| 16-3-2008  | Доха        | Катар              | 1 – 2     | Йорданія          | товариський матч                           | 1    |          |
| 26-3-2008  | Доха        | Катар              | 2 – 0     | Ірак              | Відбір до ЧС 2010                          | -    |          |
| 23-5-2008  | Доха        | Катар              | 1 – 1     | Кувейт            | товариський матч                           | 1    |          |
| 27-5-2008  | Доха        | Катар              | 2 – 1     | Ліван             | товариський матч                           | 2    |          |
| 2-6-2008   | Доха        | Катар              | 0 – 0     | КНР               | Відбір до ЧС 2010                          | -    |          |
| 7-6-2008   | Тяньцзінь   | КНР                | 0 – 1     | Катар             | Відбір до ЧС 2010                          | 1    | 78' 90'  |
| 14-6-2008  | Доха        | Катар              | 1 – 3     | Австралія         | Відбір до ЧС 2010                          | -    |          |
| 22-6-2008  | Дубай       | Ірак               | 0 – 1     | Катар             | Відбір до ЧС 2010                          | -    |          |
| 20-8-2008  | Доха        | Катар              | 5 – 0     | Таджикистан       | товариський матч                           | 1    | ?'       |
| 30-8-2008  | Ер-Ріяд     | Саудівська Аравія  | 2 – 1     | Катар             | товариський матч                           | -    |          |
| 6-9-2008   | Доха        | Катар              | 3 – 0     | Узбекистан        | Відбір до ЧС 2010                          | -    |          |
| 10-9-2008  | Доха        | Катар              | 1 – 1     | Бахрейн           | Відбір до ЧС 2010                          | 1    |          |
| 15-10-2008 | Брисбен     | Австралія          | 4 – 0     | Катар             | Відбір до ЧС 2010                          | -    | 72'      |
| 9-11-2008  | Доха        | Катар              | 0 – 1     | Іран              | товариський матч                           | -    | 82'      |
| 14-11-2008 | Доха        | Катар              | 1 – 1     | Південна Корея    | товариський матч                           | -    |          |
| 19-11-2008 | Доха        | Катар              | 0 – 3     | Японія            | Відбір до ЧС 2010                          | -    |          |
| 5-1-2009   | Маскат      | Саудівська Аравія  | 0 – 0     | Катар             | Кубок націй Перської затоки з футболу 2009 | -    |          |
| 8-1-2009   | Маскат      | Катар              | 0 – 0     | ОАЕ               | Кубок націй Перської затоки з футболу 2009 | -    |          |
| 11-1-2009  | Маскат      | Катар              | 2 – 1     | Ємен              | Кубок націй Перської затоки з футболу 2009 | -    |          |
| 14-1-2009  | Маскат      | Оман               | 1 – 0     | Катар             | Кубок націй Перської затоки з футболу 2009 | -    |          |
| 21-3-2009  | Алеппо      | Сирія              | 1 – 2     | Катар             | товариський матч                           | 2    | 83'      |
| 28-3-2009  | Ташкент     | Узбекистан         | 4 – 0     | Катар             | Відбір до ЧС 2010                          | -    | 64'      |
| 1-4-2009   | Ріффа       | Бахрейн            | 1 – 0     | Катар             | Відбір до ЧС 2010                          | -    |          |
| 6-6-2009   | Доха        | Катар              | 0 – 0     | Австралія         | Відбір до ЧС 2010                          | -    | 78'      |
| 9-9-2009   | Доха        | Катар              | 1 – 1     | Оман              | товариський матч                           | -    | 75'      |
| 8-10-2009  | Рієка       | Хорватія           | 3 – 2     | Катар             | товариський матч                           | 1    |          |
| 11-10-2009 | Скоп'є      | Північна Македонія | 2 – 1     | Катар             | товариський матч                           | -    | 81'      |
| 15-10-2009 | Саннуа      | Катар              | 2 – 2     | ДР Конго          | товариський матч                           | -    |          |
| 28-12-2009 | Доха        | Катар              | 3 – 2     | Іран              | товариський матч                           | -    | 60'      |
| 2-1-2010   | Доха        | Катар              | 0 – 0     | Малі              | товариський матч                           | -    |          |
| 3-3-2010   | Марибор     | Словенія           | 4 – 1     | Катар             | товариський матч                           | -    |          |
| 12-10-2010 | Доха        | Катар              | 1 – 2     | Ірак              | товариський матч                           | -    | 72'      |
| 18-11-2010 | Доха        | Катар              | 0 – 1     | Гаїті             | товариський матч                           | -    |          |
| 22-11-2010 | Аден        | Кувейт             | 1 – 0     | Катар             | Кубок націй Перської затоки з футболу 2010 | -    |          |
| 25-11-2010 | Зінджібар   | Катар              | 2 – 1     | Ємен              | Кубок націй Перської затоки з футболу 2010 | -    | 82'      |
| 28-11-2010 | Аден        | Катар              | 1 – 1     | Саудівська Аравія | Кубок націй Перської затоки з футболу 2010 | -    | 66'      |
| 16-12-2010 | Доха        | Катар              | 2 – 1     | Єгипет            | товариський матч                           | 1    |          |
| 22-12-2010 | Доха        | Катар              | 2 – 0     | Естонія           | товариський матч                           | 1    |          |
| 28-12-2010 | Доха        | Катар              | 0 – 0     | Іран              | товариський матч                           | -    |          |
| 31-12-2010 | Доха        | Катар              | 0 – 1     | Північна Корея    | товариський матч                           | -    | 46'      |
| 7-1-2011   | Доха        | Катар              | 0 – 2     | Узбекистан        | Кубок Азії 2011 - 1-й раунд                | -    |          |
| 12-1-2011  | Доха        | КНР                | 0 – 2     | Катар             | Кубок Азії 2011 - 1-й раунд                | -    |          |
| 16-1-2011  | Доха        | Катар              | 3 – 0     | Кувейт            | Кубок Азії 2011 - 1-й раунд                | -    |          |
| 21-1-2011  | Доха        | Японія             | 3 – 2     | Катар             | Кубок Азії 2011 - 1/4 фіналу               | 1    |          |
| 29-3-2011  | Доха        | Катар              | 1 – 1     | Росія             | товариський матч                           | -    | 37'      |
| 23-7-2011  | Доха        | Катар              | 3 – 0     | В'єтнам           | Відбір до ЧС 2014                          | -    |          |
| 28-7-2011  | Ханой       | В'єтнам            | 2 – 1     | Катар             | Відбір до ЧС 2014                          | -    | 89'      |
| 19-8-2011  | Доха        | Катар              | 0 – 1     | Ірак              | товариський матч                           | -    |          |
| 25-8-2011  | Аль-Айн     | ОАЕ                | 3 – 1     | Катар             | товариський матч                           | -    |          |
| 2-9-2011   | Ріффа       | Бахрейн            | 0 – 0     | Катар             | Відбір до ЧС 2014                          | -    |          |
| 6-9-2011   | Доха        | Катар              | 1 – 1     | Іран              | Відбір до ЧС 2014                          | -    |          |
| 11-10-2011 | Джакарта    | Індонезія          | 2 – 3     | Катар             | Відбір до ЧС 2014                          | -    | 84'      |
| 4-11-2011  | Доха        | Катар              | 1 – 1     | Оман              | товариський матч                           | -    |          |
| 11-11-2011 | Доха        | Катар              | 4 – 0     | Індонезія         | Відбір до ЧС 2014                          | 1    | 46'      |
| 15-11-2011 | Доха        | Катар              | 0 – 0     | Бахрейн           | Відбір до ЧС 2014                          | -    | 82'      |
| 17-12-2011 | Доха        | Катар              | 0 – 0     | Ірак              | Панарабські ігри 2011                      | -    |          |
| 29-2-2012  | Тегеран     | Іран               | 2 – 2     | Катар             | Відбір до ЧС 2014                          | -    |          |
| 22-5-2012  | Мадрид      | Катар              | 1 – 2     | Албанія           | товариський матч                           | -    |          |
| 3-6-2012   | Бейрут      | Ліван              | 0 – 1     | Катар             | Відбір до ЧС 2014                          | 1    | 14'      |
| 8-6-2012   | Доха        | Катар              | 1 – 4     | Південна Корея    | Відбір до ЧС 2014                          | -    |          |
| 12-6-2012  | Тегеран     | Іран               | 0 – 0     | Катар             | Відбір до ЧС 2014                          | -    |          |
| 6-9-2012   | Інгольштадт | Катар              | 1 – 2     | Таджикистан       | товариський матч                           | 1    |          |
| 16-10-2012 | Доха        | Катар              | 0 – 1     | Узбекистан        | Відбір до ЧС 2014                          | -    |          |
| 14-11-2012 | Доха        | Катар              | 1 – 0     | Ліван             | Відбір до ЧС 2014                          | 1    |          |
| 5-1-2013   | Мадінат-Іса | Катар              | 1 – 3     | ОАЕ               | Кубок націй Перської затоки з футболу 2013 | -    | 42'      |
| 8-1-2013   | Ріффа       | Катар              | 2 – 1     | Оман              | Кубок націй Перської затоки з футболу 2013 | -    | 85'      |
| 11-1-2013  | Ріффа       | Бахрейн            | 1 – 0     | Катар             | Кубок націй Перської затоки з футболу 2013 | -    |          |
| 31-1-2013  | Доха        | Катар              | 1 – 0     | Ліван             | товариський матч                           | -    | 63'      |
| 6-2-2013   | Доха        | Катар              | 2 – 0     | Малайзія          | Відбір до Кубка Азії 2015                  | -    | 76'      |
| 7-3-2013   | Доха        | Катар              | 3 – 1     | Єгипет            | товариський матч                           | -    | 73'      |
| 22-3-2013  | Ріффа       | Бахрейн            | 1 – 0     | Катар             | Відбір до Кубка Азії 2015                  | -    |          |
| 26-3-2013  | Сеул        | Південна Корея     | 2 – 1     | Катар             | Відбір до ЧС 2014                          | -    | 59' 46'  |
| 5-9-2013   | Доха        | Катар              | 3 – 0     | Маврикій          | товариський матч                           | -    | 73'      |
| 9-9-2013   | Доха        | Катар              | 1 – 1     | Ліван             | товариський матч                           | 1    | 74'      |
| 9-10-2013  | Доха        | Катар              | 1 – 2     | В'єтнам           | товариський матч                           | -    |          |
| 13-10-2013 | Доха        | Катар              | 6 – 0     | Ємен              | Відбір до Кубка Азії 2015                  | 1    |          |
| 15-11-2013 | Доха        | Ємен               | 1 – 4     | Катар             | Відбір до Кубка Азії 2015                  | 1    | 72'      |
| 19-11-2013 | Шах-Алам    | Малайзія           | 0 – 1     | Катар             | Відбір до Кубка Азії 2015                  | -    |          |
| 5-3-2014   | Доха        | Катар              | 0 – 0     | Бахрейн           | Відбір до Кубка Азії 2015                  | -    | 35'      |
| 3-9-2014   | Касабланка  | Марокко            | 0 – 0     | Катар             | товариський матч                           | -    | 92'      |
| 9-9-2014   | Доха        | Катар              | 0 – 2     | Перу              | товариський матч                           | -    | 83'      |
| 6-10-2014  | Доха        | Катар              | 3 – 0     | Узбекистан        | товариський матч                           | 1    | 65'      |
| 14-10-2014 | Доха        | Катар              | 1 – 0     | Австралія         | товариський матч                           | -    | 74'      |
| 28-8-2015  | Доха        | Катар              | 1 – 0     | Сінгапур          | товариський матч                           | -    | 46'      |
| 8-10-2015  | Доха        | Катар              | 1 – 0     | КНР               | Відбір до ЧС 2018                          | -    | 46' 78'  |
| 13-10-2015 | Доха        | Катар              | 4 – 0     | Мальдіви          | Відбір до ЧС 2018                          | -    |          |
| 24-3-2016  | Доха        | Катар              | 2 – 0     | Гонконг           | Відбір до ЧС 2018                          | -    | 91'      |
| Усього     |             | Матчів             | 105       |                   | Голів                                      | 30   |          |

## Досягнення

### Клубні
«Аль-Гарафа»
- Ліга зірок Катару
  -  Чемпіон (1): 2004/05

- Кубок шейха Яссіма
  -  Володар (1): 2005

«Катар»
- Кубок наслідного принца Катару
  -  Володар (1): 2009

«Лехвія»
- Ліга зірок Катару
  -  Чемпіон (2): 2013/14, 2014/15

- Кубок Катару
  -  Володар (2): 2013, 2015

«Ер-Раян»
- Ліга зірок Катару
  -  Чемпіон (1): 2015/16

### Індивідуальні
- Найкращий гравець сезону Ліги зірок Катару (1): 2005/06
- Номінант на звання Футболіст року в Азії: 2008
- Найкращий бомбардир Ліги зірок Катару (1): 2012/13[3]